# Instytut Teologii Apostolstwa Uniwersytetu Kardynała Stefana Wyszyńskiego
Instytut Teologii Apostolstwa (ITA) – Instytut Wydziału Teologicznego Uniwersytetu Kardynała Stefana Wyszyńskiego prowadzony przez pallotynów, mieszczący się w Ołtarzewie, powstały w 1982.

## Historia
Instytut Teologii Apostolstwa został uruchomiony 1 października 1982 na Wydziale Teologicznym ówczesnej Akademii Teologii Katolickiej, w miejsce pallotyńskiego Instytutu Apostolstwa. Do 1999 działał jako punkt konsultacyjny Akademii Teologii Katolickiej (teraz UKSW) w Ołtarzewie.
Od 2000 Instytut Wydziału Teologicznego Uniwersytetu Kardynała Stefana Wyszyńskiego.Od roku 2003 (rok akademicki 2003/2004) Instytut prowadzi zasadniczo studia doktoranckie z prawem przeprowadzania dla studentów po III roku egzaminu licencjackiego, celem uzyskania kanonicznego stopnia licencjata teologii w zakresie teologii apostolstwa lub teologii życia konsekrowanego.
W maju 2009 nowy program specjalizacji drugiego i trzeciego cyklu, jaką jest na Wydziale Teologicznym UKSW „Teologia Apostolstwa” zaakceptowała Kongregacja Wychowania Katolickiego, o czym został powiadomiony arcybiskup Metropolita Warszawski w liście z dnia 20 maja 2009 r., podpisanym przez prefekta Kongregacji ks. Kard. Zenona Grocholewskiego. W zakończeniu Listu, Wydziałowi Teologicznemu Uniwersytetu Stefana Kardynała Wyszyńskiego, a zwłaszcza specjalizacji „Teologia Apostolstwa”, Kongregacja życzy owocnych badań naukowych i dalszego rozwoju.
Z myślą o tym rozwoju, na mocy Uchwały Nr 112/2009 Senatu Uniwersytetu Kardynała Stefana Wyszyńskiego w Warszawie, z dnia 26 listopada 2009 roku, Instytut Teologii Apostolstwa funkcjonuje jako Ośrodek Naukowo-Badawczy UKSW z siedzibą w Ołtarzewie. Uchwała Senatu UKSW weszła w życie z dniem jej podjęcia, z równoczesną akceptacją Jego Magnificencji Rektora UKSW, ks. prof. dr hab. Ryszarda Rumianka. Tego samego dnia Senat UKSW podjął dwie inne Uchwały: na podstawie Uchwały Nr 109/2009 Senatu Uniwersytetu Kardynała Stefana Wyszyńskiego w Warszawie z dniem 1 października 2010 r. postanowiono utworzyć Podyplomowe Studia Teologii Apostolstwa, natomiast na podstawie Uchwały Nr 110/2009 Podyplomowe Studia Teologii Życia Konsekrowanego.
ITA jako naczelne zadanie stawia sobie działalność naukową i dydaktyczną, mającą na celu przygotowanie specjalistów w dziedzinie apostolstwa i życia konsekrowanego w duchu charyzmatu św. Wincentego Pallottiego.
W związku z reorganizacją Wydziału Teologicznego UKSW, zostały zlikwidowane dotychczasowe sekcje Wydziału, zaś w ich miejsce utworzono instytuty. Katedry pozostają w ramach instytutów, których jest znacznie mniej niż dawnych sekcji, np. patrystyka, teologia fundamentalna, dogmatyczna, moralna – bioteologia, teologia duchowości i ekumeniczna, funkcjonują w jednym Instytucie Teologii Systematycznej. W zaistniałej sytuacji poza Warszawą funkcjonują Centra lub Studia podyplomowe.
Dostosowując się do nowej struktury Wydziału Teologicznego Uniwersytetu Kardynała Stefana Wyszyńskiego w Warszxawie, od marca 2013 roku dotychczasowy Instytut Teologii Apostolstwa przyjął nazwę: Centrum Teologii Apostolstwa „Pallottianum” w Ołtarzewie, pozostając jednostką wydziałową UKSW. Wszystkie dotychczasowe przywileje, a więc pisanie rozpraw doktorskich przy katedrach Wydziału Teologicznego UKSW oraz wydawanie dyplomów licencjata kościelnego i świadectw ukończenia studiów doktoranckich zostały zachowane. W dalszym ciągu funkcjonują także dwuletnie Podyplomowe studia teologii apostolstwa i Podyplomowe studia teologii życia konsekrowanego, wieńczone uczelnianym świadectwem ich ukończenia.
Aktualne informacje o CTA „Pallottianum” można znaleźć na stronie: pallottianum.aidg.pl

## Studia
Jako Ośrodek Naukowo-Badawczy Uniwersytetu Kardynała Stefana Wyszyńskiego (skrót UKSW), Instytut Teologii Apostolstwa (skrót ITA) prowadzi czteroletnie, niestacjonarne studia doktoranckie, poprzedzone licencjatem kościelnym z teologii apostolstwa oraz teologii życia konsekrowanego dla absolwentów teologii ogólnej. Studia doktoranckie wieńczy dyplom ich ukończenia nawet wówczas, gdy nie nastąpi obrona doktoratu. Dyplom ten upoważnia do zrealizowania wszystkich etapów przewodu doktorskiego, przyjęcia przez Radę Wydziału Teologicznego UKSW pracy doktorskiej i dopuszczenia do publicznej obrony doktoratu w dowolnym czasie.
Studia podyplomowe, które – zgodnie z programem zatwierdzonym dla tych samych specjalności – trwają 2 lata, a ich absolwenci otrzymują świadectwo (dyplom) UKSW, brane pod uwagę np. w przypadku awansu zawodowego nauczycieli. Ważne jest również, że studia podyplomowe dają możliwość specjalizowania się w wymienionych dziedzinach wszystkim absolwentom Wyższych Uczelni, bez względu na specjalność, z której zdobyli tytuł magistra. Pozwalają one także na dalszą formację intelektualną tym magistrom teologii, zwłaszcza świeckim i duchownym katechetom, osobom konsekrowanym oraz członkom wspólnot i ruchów eklezjalnych, którzy nie zamierzają „robić” doktoratu, a w ramach studiów podyplomowych z teologii apostolstwa czy też teologii życia konsekrowanego pragnęliby pogłębić swoją wiedzę.
W ramach studiów – każdego roku – organizowane są trzy tygodniowe sesje dydaktyczne (od poniedziałku do soboty), podczas których odbywają się wykłady, ćwiczenia i seminaria naukowe oraz jedna sesja egzaminacyjna na zakończenie roku (w połowie czerwca). Zajęcia odbywają się w gmachu Wyższego Seminarium Duchownego Księży Pallotynów w Ołtarzewie (osiedle miasta Ożarów Mazowiecki), gdzie studenci mogą też korzystać z zakwaterowania podczas sesji i spożycia trzech posiłków dziennie (śniadanie, obiad, kolacja). Tu też uiszczają ustalone opłaty, gdyż środki na swoją działalność Instytut czerpie z opłat studenckich (tj. czesnego). Wszystkie formalności związane z przebiegiem studiów, jak wydawanie indeksów, zaliczanie semestrów, przydzielanie stypendiów itd. załatwia – dla doktorantów – Sekretariat do spraw Studiów Doktoranckich UKSW, natomiast dla studiów podyplomowych Dziekanat Wydziału Teologicznego UKSW, jako uczelni macierzystej (Alma Mater).
Celem studiów w ITA, z dwoma wymienionymi sekcjami, tj. sekcją Teologii apostolstwa i sekcją Teologii życia konsekrowanego, jest pogłębiona refleksja nad naturą apostolatu Kościoła, życia konsekrowanego i powołania życiowego osób duchownych, świeckich i konsekrowanych w Kościele, oraz przygotowanie absolwentów do podejmowania zadań związanych z różnymi apostolskimi funkcjami, jak np.: ojca duchownego, mistrza nowicjatu, wykładowcy akademickiego, promotora powołań życiowych osób świeckich i duchownych, czy też promotora dla ruchów apostolskich i wspólnot eklezjalnych, w tym – założonego przez św. Wincentego Pallottiego – Zjednoczenia Apostolstwa Katolickiego (skrót ZAK), a także erudycyjnie przygotowanego katechety dla nauczania religii w szkołach, jak również katechizacji prowadzonej w ramach duszpasterstwa parafialnego.

## Publikacje
Instytut Apostolstwa, a potem Instytut Teologii Apostolstwa patronował wielu publikacjom.

### Seria Powołanie Człowieka (1972–1992)
1. Ku odnowie życia wewnętrznego, red. T. Bielski, Pallottinum, Poznań-Warszawa 1972,
2. „Bo Jego miłosierdzie na wieki” (Ps 135), red. T. Bielski, Pallottinum, Poznań-Warszawa 1972,
3. Być człowiekiem, red. T. Bielski, Pallottinum, Poznań-Warszawa 1974,
4. Powołanie do apostolstwa, red. T. Bielski, Pallottinum, Poznań-Warszawa 1975,
5. Odpowiedzialni za świat, red. L. Balter, Pallottinum, Poznań-Warszawa 1982,
6. W służbie Ludowi Bożemu, red. B. Bejze, L. Balter, Pallottinum, Poznań-Warszawa 1983,
7. Apostolskie posłannictwo zakonów, red. L. Balter, Pallottinum, Poznań 1987,
8. Wobec tajemnicy Bożego Miłosierdzia, red. L. Balter, Pallottinum, Poznań 1991,
9. W trosce o człowieka, red. R. Forycki, Pallottinum, Poznań 1992.

### Seria Studia Pastoralne (1984–1990)
1. Dziecko, red. W. Piwowarski, W. Zdaniewicz, Pallottinum, Warszawa-Poznań 1984,
2. Rytuał religijny w rodzinie, W. Piwowarski, W. Zdaniewicz, Pallottinum, Warszawa-Poznań 1988,
3. Kościół a środki społecznego przekazu, red. J. Chrapek, Pallottinum, Warszawa 1990.

### Seria Biblioteka Instytutu Teologii Apostolstwa (1989–)
1. Ks. Stanisław Kobielus SAC, Niebiańska Jerozolima (od sacrum miejsca do sacrum modelu), Pallottinum, Warszawa 1989,
2. Ks. Julian Warzecha SAC, Znaczenie i pochodzenie biblijnej formuły „posłać słowo”, Pallottinum, Warszawa 1989,
3. Ks. Kazimierz Nowak SAC, Bibliografia prac członków Polskiej Prowincji Stowarzyszenia Apostolstwa Katolickiego 1907–1985, t. 1, Pallottinum, Warszawa 1989, tenże, Bibliografia prac pallotynów (1985–1993), t. II z uzupełnieniami od 1907 r., Apostolicum, Ząbki 1997,
4. Aniela Dylus, Moralność krańcowa jako problem dla katolickiej nauki społecznej, Pallottinum, Warszawa 1991,
5. Ks. Zbigniew Sareło SAC Etyczna doniosłość doświadczenia religijnego. Stadium teologiczno-moralne w świetle transcendentalnej antropologii K. Rahnera, Pallottinum, Warszawa 1992,
6. Ks. Roman Forycki SAC, Prakseologia apostolstwa, Ołtarzew 1998,
7. Ks. Marian Kowalczyk SAC, Teologia i apostolat hierarchii w służebnej misji Kościoła, Apostolicum, Ząbki 2008,
8. Ks. Czesław Parzyszek SAC, Posłuszeństwo i posługa władzy w życiu konsekrowanym, Apostolicum, Ząbki 2009,
9. Apostolat słowa Bożego, red. M. Kowalczyk SAC, Wydawnictwo Uniwersytetu Kardynała Stefana Wyszyńskiego, Warszawa 2010,
10. Ks. Czesław Parzyszek SAC, Nowa ewangelizacja – drogą Kościoła do nadziei. Refleksje w oparciu o nauczanie Jana Pawła II, Apostolicum Ząbki 2010,
11. Błogosławiony Jan Paweł II apostoł ludu Bożego, red. M. Kowalczyk, T. Skibiński, Wydawnictwo Uniwersytetu Kardynała Stefana Wyszyńskiego, Warszawa 2011.
12. Stefan Kardynał Wyszyński, Prymas Tysiąclecia i ewangelizator, red. M. Kowalczyk, Cz. Parzyszek, wyd. UKSW, Warszawa 2012.
13. Ks. Marian Kowalczyk SAC, Apostolat maryjny w zbawczej misji Kościoła, wyd. UKSW, Warszawa 2012.
14. Ks. Czesław Parzyszek SAC, Znaczenie nowej ewangelizacji dla odnowy współczesnego świata, wyd. Apostolicum, Ząbki 2012.
15. Ks. Marian Kowalczyk SAC, Teologia sakramentu święceń w perspektywie apostolatu wyświęconych, wyd. Apostolicum, Ząbki 2012.

### Seria Biblioteka apostolstwa ludzi świeckich
red. E. Weron, P. Taras (1991–1993):
1. Rosemarie Goldie, Świeccy, laikat, świeckość. Bibliograficzny bilans trzydziestolecia, Pallottinum, Warszawa-Poznań 1991,
2. Laikat w Kościele katolickim. Aspekty prawno-teologiczne, Pallottinum, Warszawa 1992,
3. O apostolstwie świeckich. Przemówienia Jana Pawła II i dokumenty kościelne, Pallottinum, Warszawa 1993,
4. Georges Chantraine SJ, Laikat. Chrześcijanin w świecie, Pallottinum, Warszawa 1993.

Ponadto:
Biuletyn teologii laikatu w Collectanea Theologica, który był przez wiele lat redagowany przez prekursora teologii laikatu w Polsce, ks. prof. Eugeniusza Werona. Po śmierci ks. Werona odpowiedzialność za redakcję Biuletynu teologii laikatu w Colectanea Theologica przejęło kierownictwo Instytutu Teologii Apostolstwa.
Publikacje stanowiące pokłosie sympozjów:
1. Akcja Katolicka dzisiaj, Materiały z sympozjum zorganizowanego w Ołtarzewie w dniach 27–29 IV 1995 r., red. M. Kowalczyk; J. Warzecha, Apostolicum, Ząbki 1996,
2. 100-lecie Stowarzyszenia Apostolstwa Katolickiego dziedzictwo – charyzmat – apostolstwo, Materiały z sympozjum zorganizowanych w Ołtarzewie w latach 2005–2007, red. A. Dyr, R. Forycki, M. Kowalczyk, Apostolicum, Ząbki 2008.

Księgi pamiątkowe z okazji jubileuszy profesorów:
1. W służbie prawdzie i miłości. Powołanie do świętości i apostolstwa, Księga pamiątkowa ku czci Księdza Profesora Eugeniusza Werona SAC, red. P. Góralczyk, F. Mickiewicz, T. Skibiński, Pallottinum, Poznań 1998,
2. I nic nad Boga. Apostolski wymiar życia konsekrowanego, Księga pamiątkowa ku czci Księdza Profesora Franciszka Bogdana SAC red. A. Dyr, P. Góralczyk, Apostolicum, Ząbki 1999,
3. Kościół – socjologia – statystyka, Księga pamiątkowa ku czci Księdza Profesora Witolda Zdaniewicza, red. L. Adamczuk, E. Firlit, A. Ochocki, T. Zembrzuski, Wyd. Fundacji ATK, Warszawa 1999,
4. Spotkanie Miłości z miłosierdziem, Księga pamiątkowa ku czci Księdza Profesora Lucjana Napoleona Baltera SAC, red. P. Góralczyk, F. Mickiewicz, T. Skibiński, Apostolicum, Ząbki 2006,
5. Docendo discere. Księga pamiątkowa ku czci Księdza Profesora Anastazego L. Bławata, red. A. Dyr, Pallottinum, Poznań 2008.